# Chavanon
Chavanon (zwana la Ramade w górnym biegu) – rzeka we Francji w Masywie Centralnym o długości 54,2 km; prawobrzeżny dopływ Dordogne, do której uchodzi pomiędzy miejscowościami Savennes a Confolent-Port-Dieu. Płynie w kierunku południowo-wschodnim, a jej bieg przebiega przez departamenty: Creuse, Puy-de-Dôme oraz Corrèze.

## Miejscowości położone nad rzeką Chavanon
Lista miejscowości jest ułożona od źródła w kierunku ujścia.
- Creuse: Crocq, Basville, Flayat
- Puy-de-Dôme: Fernoël, Giat,
- Creuse: Saint-Merd-la-Breuille,
- Puy-de-Dôme: Verneugheol,
- Corrèze: Laroche-près-Feyt,
- Puy-de-Dôme: Saint-Germain-près-Herment, Bourg-Lastic,
- Corrèze: Feyt, Monestier-Merlines,
- Puy-de-Dôme: Messeix,
- Corrèze: Merlines,
- Puy-de-Dôme: Savennes
- Corrèze: Saint-Étienne-aux-Clos, Confolent-Port-Dieu.